# Doctor Detroit
Doctor Detroit (bra: Doutor Detroit e Suas Mulheres) é um filme americano de 1983, do gênero comédia, dirigido por Michael Pressman, com roteiro de Bruce Jay Friedman, Robert Boris e Carl Gottlieb.

## Elenco
- Dan Aykroyd — Clifford Skridlow/Doutor Detroit
- Howard Hesseman — Smooth Walker
- Donna Dixon — Monica McNeil
- Lydia Lei — Jasmine Wu
- T.K. Carter — Diavolo Washington
- Lynn Whitfield — Thelma Cleland
- Fran Drescher — Karen Blittstein
- Kate Murtagh — Mãe
- George Furth — Arthur Skridlow
- Nan Martin — Margaret Skridlow
- Peter Aykroyd — Sr. Frankman
- Glenne Headly — Srta. Debbylike
- Annabel Armour — Airline Clerk
- Robert O. Cornthwaite — Professor Blount
- Parley Baer — Juiz
- John Kapelos — Rush Street Dude
- James Brown — Bandleader (ele mesmo)
- Steven Williams — Junior Sweet
- Andrew Duggan — Harmon Rausehorn
- Peter Elbling — Guptor
- Mike Hagerty - Policial